# Marion (Kentucky)
Marion é uma cidade localizada no estado americano de Kentucky, no Condado de Crittenden.

## Demografia
Segundo o censo americano de 2000, a sua população era de 3196 habitantes.
Em 2006, foi estimada uma população de 3049, um decréscimo de 147 (-4.6%).

## Geografia
De acordo com o United States Census Bureau tem uma área de
8,5 km², dos quais 8,5 km² cobertos por terra e 0,0 km² cobertos por água. Marion localiza-se a aproximadamente 195 m acima do nível do mar.

## Localidades na vizinhança
O diagrama seguinte representa as localidades num raio de 24 km ao redor de Marion.